# Caesar A. Rodney
Caesar A. Rodney (Dover, 1772. január 4. – Buenos Aires, 1824. június 10.) az Amerikai Egyesült Államok szenátora (Delaware, 1822–1823).